# Bertranini
Bertranini è una tribù appartenente alla famiglia Araneidae dell'ordine Araneae della classe Arachnida.

## Tassonomia
Al 2007, la tribù si compone di due generi:
- Bertrana Keyserling, 1884
- Spintharidius Simon, 1893